# 2013년 톈안먼 광장 자동차 돌진 사건
2013년 톈안먼 광장 자동차 돌진 사건은 2013년 10월 28일 중화인민공화국 베이징시 톈안먼 광장에서 일어난 테러로 동튀르키스탄 이슬람당이 일으킨 자동차 충돌 사건이다.
2013년 10월 28일, 중국 베이징시 톈안먼 광장에서 자살 테러 공격을 가한 자동차 한 대가 보행자를 들이받고 추락했다. 이 사건으로 5명이 사망했다. 3명은 차량 내부에 있었고 2명은 근처에 있었다. 경찰은 운전자를 우스멘 하산(Usmen Hasan)으로, 승객 두 명을 그의 아내 굴키즈 지니(Gulkiz Gini)와 그의 어머니 쿠완한 레이임(Kuwanhan Reyim)으로 확인했다. 추가로 38명이 부상을 입었다.
중국 경찰은 이번 사건을 '중대 사건'이자 베이징 최근 역사상 최초의 테러 공격으로 규정했다. 동튀르키스탄 이슬람당은 자신들의 책임을 주장하고 향후 공격을 경고했다.